# سیزدهمین سلحشور
سیزدهمین سلحشور (به انگلیسی: The 13th Warrior) یک فیلم اکشن آمریکایی درسبک داستان تاریخی و تخیلی محصول سال ۱۹۹۹ که بر اساس رمان «مرده‌خواران» نوشته مایکل کرایتون در سال ۱۹۷۶ ساخته شده است. که اقتباسی آزاد از داستان بیوولف همراه با روایت تاریخی احمد بن فضلان از وایکینگ‌های وارنگیان است.
در این فیلم آنتونیو باندراس در نقش احمد بن فضلان در کنار دایان ونورا و عمر شریف بازی می‌کنند. این فیلم به کارگردانی جان مک‌تیرنان بود، کرایتون کارگردانی برخی از صحنه‌های فیلمبرداری مجدد بدون ذکر نام را بر عهده داشته است. 
طبق گزارش‌ها، هزینه‌های تولید و بازاریابی بین ۱۰۰ تا ۱۶۰ میلیون دلار بوده است، اما در گیشه جهانی ۶۱ میلیون دلار فروش داشت و به بزرگ‌ترین بمب گیشه سال ۱۹۹۹ تبدیل شد و تا ۱۲۹ میلیون دلار ضرر کرد. با وجود شکست در گیشه و انتقاد از منتقدان، این فیلم از آن زمان طرفداران پروپاقرصی پیدا کرده است و به عنوان پیشگام یک قهرمان مسلمان در فیلم‌های پرفروش هالیوود شناخته می‌شود.

## داستان
سال ۹۲۲ میلادی. «احمد بن فضلان» (باندراس) عرب، دل باختهٔ زنی شده که نباید؛ بنابراین او را به شمال که وحشی و بدوی است، می‌فرستند. پس از آن که گروه «احمد» به وایکینگ‌ها برمی‌خورند و با آنان رابطه ای دوستانه برقرار می‌کنند، پسرکی خود را به اردوگاه‌شان فرا خواند: «وندول» ها، موجودات هیولا صفت «میست»، به زادگاه آنان حمله کرده و هر که را سر راه خود می‌بینند، می‌کشند و می‌خورند…

## ساخت
تولید این فیلم که در ابتدا «مرده خواران» نام داشت، در تابستان ۱۹۹۷ آغاز شد، اما پس از اینکه مخاطبان آزمایشی واکنش خوبی به نسخه اولیه نشان ندادند، چندین بار ویرایش مجدد روی آن انجام شد. کرایتون به دلیل استقبال ضعیف مخاطبان آزمایشی، خود کارگردانی را بر عهده گرفت و باعث شد تاریخ اکران بیش از یک سال به تعویق بیفتد. فیلم دوباره تدوین شد و پایان جدیدی به همراه موسیقی متن جدید به آن اضافه شد. جری گلداسمیت به عنوان آهنگساز جایگزین گریم رول شد. عنوان فیلم به سیزدهمین سلحشور تغییر یافت. مک‌تیرنان از آن زمان تاکنون از فیلم دفاع کرده و گفته است که محصول نهایی کاملاً با آنچه فیلمبرداری کرده متفاوت نبوده و در ابتدا می‌خواسته مایکل کیتون را برای نقش اصلی در نظر بگیرد.
بودجه اولیه فیلم که حدود ۸۵ میلیون دلار بود، طبق گزارش‌ها قبل از پایان فیلمبرداری اصلی به ۱۰۰ میلیون دلار افزایش یافت. با احتساب تمام فیلمبرداری‌های مجدد و هزینه‌های تبلیغاتی، شایعه شده بود که هزینه کل فیلم به ۱۶۰ میلیون دلار رسیده است که با توجه به فروش ضعیف آن در گیشه (۶۱٫۷ میلیون دلار در سراسر جهان)، ۷۰ تا ۱۳۰ میلیون دلار ضرر به همراه داشته است.

## انتشار فیلم
این فیلم توسط شرکت (استودیو سینمایی والت دیزنی) به صورت بین‌المللی پیش‌فروش شد.

## بازخوردها
- فیلم «سیزدهمین جنگجو» بر اساس رای ۸۸ نقد منتقد، ۳۳ درصد تائیدیه را در سایت «راتن تومیتوز» دریافت کرد. و به عنوان فیلم تحسین‌شده انتخاب شد. نظر موافقان این است: «فضای فیلم، صحنه‌آرایی و لباس‌های عالی، اما داستان ضعیف.»
- در متاکریتیک که از میانگین وزنی استفاده می‌کند،[۱۲] بر اساس نظرات ۲۷ منتقد، امتیاز ۴۲ از ۱۰۰ را به این فیلم اختصاص داده است که نشان‌دهنده نقدهای «مختلط یا متوسط» است.